# 张黄镇 (浦北县)
张黄镇，是中华人民共和国广西壮族自治区钦州市浦北县下辖的一个乡镇级行政单位。

## 行政区划
张黄镇下辖以下地区：
新南社区、阳春村、新桥村、山埇村、元坝村、江背村、邓平村、大村、六罗村、大坡村、普林村、福山村、鸡冠村、江平村、马屋村、长岭村、木根村、大平村、合山村、米埠村、学堂村、洋水村、十字村、罗家村和东方农场。